# Equasis
Electronic Quality Shipping Information System (EQUASIS) é um banco de dados, disponível na internet, contendo informações relativas à segurança dos navios de 100 toneladas de porte bruto ou mais.

## História
Já em 1993, as petrolíferas (Texaco, Total, Shell, BP e Exxon) alimentam um banco de dados chamado SIRE, na associação Oil companies International Marine Forum (OCIMF), juntamente com as informações de seus relatórios de inspeção.
Em novembro de 1997, a Comissão europeia e o Reino Unido estão lançando o A Campanha Transporte marítimo de Qualidade. O objetivo desta campanha é envolver todos os atores do transporte marítimo na melhoria da segurança marítima. Ele mostrou que a falta de transparência das informações relativas aos navios e suas operações, foi um obstáculo para o surgimento de uma verdadeira cultura de qualidade no transporte. 
Em 1998, a direcção-geral VII, encarregado da política comunitária no domínio dos transportes e da direcção de Assuntos marítimos e marítimos (Damgem) lança um debate sobre a melhor forma para os diferentes actores do mundo marítimo para formar uma opinião sobre o nível de segurança de um navio. O Centro Administrativo do Affaires maritimes (CAAM), com sede em Saint-Malo, vai assumir o desafio de montar este projeto e dará à luz Equasis. Ele vai convencer a maioria dos seus parceiros globais para aderir a este projeto : Os países signatários do Memorando de Paris, a Guarda costeira do EUA, a maioria dos profissionais internacionais e organizações de armadores, seguradoras, corretoras, sociedades de classificação (IACS) e as agências de auditoria técnica. 
Em 17 de maio de 2000,  Memorando de acordo sobre o sistema de informações Equasis  é assinado por sete administrações marítimas (Japão, Singapura, Espanha, Guarda costeira dos eua, do reino Unido, a França e a Comissão europeia) nas instalações da Organização Marítima Internacional. Neste período, o site foi colocado on-line e as informações do banco de dados pode ser consultado gratuitamente. Este ano, o memorando foi revisado para incluir as preocupações ambientais como informações relevantes. Será assinado em julho de 2016, em uma cerimónia realizada nas instalações da IMO.

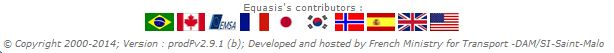

Este projeto é agora financiado por 10 países contribuidores: Brasil, Canadá, França, Japão, Noruega, Reino Unido, República da Coreia, e a Guarda Costeira dos EUA, bem como pela Agência europeia para a segurança marítima (EMSA), a Espanha tem re-aderido em 2016. A Organização marítima internacional (IMO) serve como um observador.

## Plataforma: web Sites e apps
Equasis não é a prossecução de fins comerciais e de sua ação a ser do domínio público, foi decidido que a partir de sua criação, que seria financiado por fundos públicos. Isto permite oferecer o tempo livre acesso ao site, basta preencher o formulário de registo para ter acesso à informação sobre os navios. Visto por mais de 30.000 diferentes utilizadores por mês, Equasis tornou-se uma ferramenta essencial no mundo marítimo, porque a qualidade dos dados, a neutralidade e a sua cluster são os pilares deste projecto.

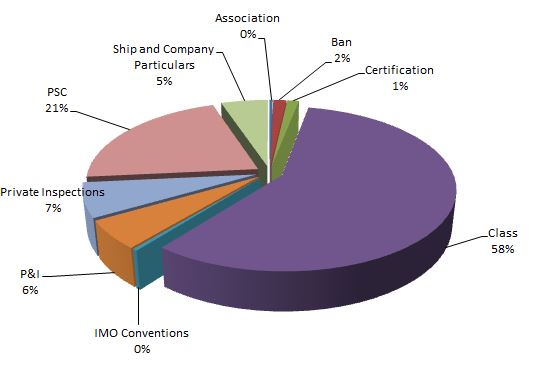
Atualizações de registo de acordo com o tipo de informação

Em 2014, este banco de dados é fornecido por quarenta e oito fornecedores (incluindo os nove organizações de controle, PSC e privado, treze as Sociedades de classificação, para que os doze SIGC, quinze seguradoras (P&I) e outras dez organizações). Referências 116 000 navios, 290 000 empresas, a 500 000 , gerências 900 000 inspecções, 200 000 certificados.

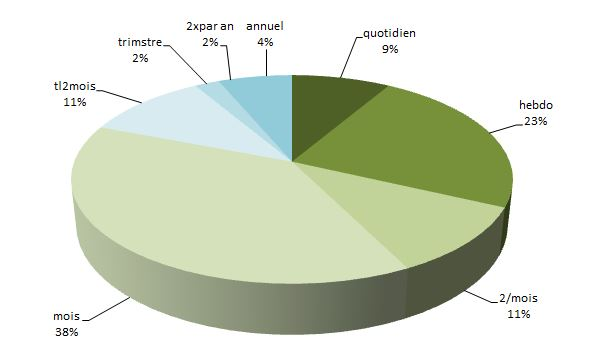
Frequência de atualização dos dados em 2014.

O site foi reformulado em 2007, a fim de ser adaptado às mais recentes evoluções da Internet e para incorporar informações sobre as empresas de que a gestão dos vasos.
Em 2012, o programa foi adaptado para ser disponíveis em smartphones e tablets e também com aplicações específicas para dispositivos Apple através do Itunes, e aqueles no Android, via Google Play.
A cada ano, o projeto busca a integração de novas funcionalidades, novos fornecedores e/ou novos tipos de informações. Em 2014, uma nova seção, "informação geográfica", apresenta áreas de navegação (total mensal) e inspecções pelo Estado do Porto do Mediterrâneo MoU estão disponíveis. 
Em 2015, em relação às empresas, foi adicionado para duas partes de informação : "beneficiário efectivo" e o status da empresa (Ativo/inativo). Alguns ecrãs têm sido revistas e inspeções de Tóquio memorando de entendimento são apresentadas diretamente com todos os seus detalhes. Planejado antes do final do ano, novos fornecedores, seram integrados : com a inspeções de dois CCS (Caribe MoU, Ryadh MoU), a posição geográfica de um terceiro operador (Marinha de Tráfego). 
Em 2016, está prevista a reformulação da interface para torná-lo mais intuitivo e beneficiar os mais recentes desenvolvimentos de apresentação na Internet. Links para fotos de navios e o desempenho das organizações de classificação reconhecida (RO), de acordo com vários CHP também ser novas informações. 
Embora este não é um banco de dados em tempo real, Equasis ainda está muito animada projeto que atrai muitos parceiros e permanece extremamente consultados (com uma média de 33 000 distintos de usuários por mês) por um público diversificado. 

## Organização
O texto do Memorando de acordo sobre o sistema de informação (Equasis fornece uma organização em três níveis :

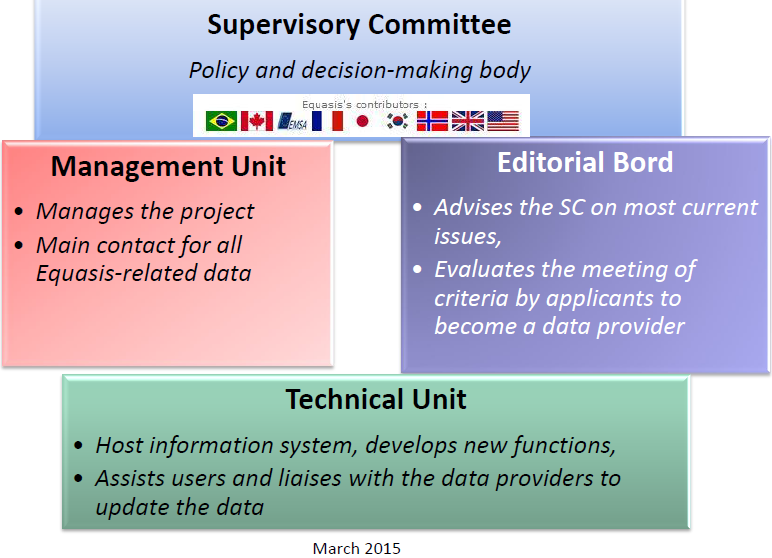
organização do MoU, Equasis

- organização do MoU, EquasisO Comitê de acompanhamento, composta de contribuir países membros, que tem o poder de decisão sobre o funcionamento do sistema e controla a gestão.
- A Comissão editorial, composta de provedores de dados, dá conselhos sobre os dados divulgados no site.
- AUnidade de gestão, executa a gestão diária de Equasis. Anteriormente, com sede em Paris, mudou-se para Lisboa , nas instalações da Agência Europeia de Segurança Marítima (AESM)/ Agência Europeia de Segurança Marítima (AESM) desde 1 de janeiro de 2009.
- AUnidade técnica , fornece técnicas de gestão do programa (alojamento, apoio e assistência). Ele é instalado no servidor de centro de Assuntos Marítimos de Saint-Malo